# Manyas
Manyas és un poble i un districte de la província de Balıkesir de la regió de Regió de la Màrmara a Turquia. La població en l'any 2010 era de 6501 persones. El seu alcalde és Hasan Kahraman del AKP.
Correspon a l'antiga Miletòpolis (Miletopolis, Μιλητόπολις), una ciutat del nord de Mísia a la confluència dels rius Macestus i Ríndac, a l'oest del llac del mateix nom que la ciutat (Miletopolitis Lacus).